# Mycaureola
Mycaureola es un género de hongo de la familia de setas Physalacriaceae.